# Prievalský potok
Prievalský potok – potok, lewy dopływ potoku Ľupčianka na Słowacji. Cała jego zlewnia znajduje się w górnej części Doliny Lupczańskiej (Ľupčianska dolina) w Niżnych Tatrach. Potok wypływa na wysokości około 1250 m na północnych stokach szczytu Latiborská hoľa. Początkowo spływa w kierunku północnym, potem zakręca na wschód i nieco poniżej leśniczówki Kapustisko, na wysokości około 895 m uchodzi do Ľupčianki.
Cała zlewnia potoku znajduje się w granicach Parku Narodowego Niżne Tatry i obejmuje tereny grzbietowych hal i północne stoki Niżnych Tatr porośnięte kosodrzewiną i lasem. Pod względem administracyjnym są to tereny miejscowości Partizánska Ľupča.